# كيفن بايرز
كيفن بايرز (بالإنجليزية: Kevin Byers)‏ هو لاعب كرة قدم بريطاني، ولد في 23 أغسطس 1979 في كيركالدي في المملكة المتحدة. لعب مع ريث روفرز ونادي إنفرنيس ونادي بريتشين سيتي.

## وصلات خارجية
- كيفن بايرز على موقع قاعدة بيانات كرة القدم.إي يو (الإنجليزية)
- كيفن بايرز على موقع Soccerbase.com (لاعب) (الإنجليزية)